# Eigen woning
In de Nederlandse Wet inkomstenbelasting 2001 is de eigen woning van een belastingplichtige de woning die hem tot hoofdverblijf dient en waar hij een bepaalde juridische betrekking toe heeft (art. 3.111 lid 1 Wet IB). Wettelijk dient zich een van de volgende situaties voor te doen:
- De belastingplichtige heeft de eigendom van de woning, daaronder begrepen de economische eigendom.[2] In de hoofdzaak gaat het om de juridische ('kadastrale') eigendom van de woning.[3] De juridisch eigenaar zal in de meeste gevallen ook economisch eigenaar zijn daar hij de risico's (van waardeverandering) bij de woning loopt. Voorwaarde is nog dat de belastingplichtige de voordelen uit de woning geniet, de kosten en lasten draagt en grotendeels ook de waardeverandering.
- De belastingplichtige is op grond van een recht van vruchtgebruik, bewoning en/of gebruik tot de woning gerechtigd. Dit recht moet erfrechtelijk zijn verkregen.[4] Voorwaarde is dan nog dat hij de voordelen uit de woning heeft en de kosten en lasten draagt.

Er treden bij een eigen woning in fiscale betekenis drie gevolgen op voor het inkomen, die hieronder elk in een paragraaf beschreven worden.

## Eigenwoningforfait
De woning wordt geacht forfaitair inkomen te genereren, het eigenwoningforfait (voorafgaand aan 2001 werd van huurwaardeforfait gesproken; een inhoudelijke wijziging is niet beoogd), dat valt in box 1 onder "voordelen uit eigen woning" (IB art. 3.112). Dit geldt ook bij een hypothecaire lening in box 3.

## Aftrekbare kosten eigen woning
Wanneer er sprake is van een eigen woning in de fiscale betekenis ervan, opent de wet de mogelijkheid om bepaalde uitgaven als een aftrekpost op te voeren. 
Wettelijk is dit vastgelegd in art. 3.120 Wet IB. Het gaat in grote lijnen om de volgende uitgaven:
- de rente van schulden die vallen onder de eigenwoningschuld
- de kosten van de geldleningen die vallen onder de eigenwoningschuld (te denken valt aan advieskosten e.d., eerder afsluitprovisie genoemd)
- de gedane betalingen voor erfpachtcanon, opstalrecht e.d. voor de eigen woning (dit ziet op de betaling voor bepaalde zakelijke rechten bij een eigen woning; afkoopsommen vallen buiten deze aftrekpost)

### Rente en kosten van de eigenwoningschuld
De belangrijkste categorie aftrekbare kosten bij de eigen woning bestaat uit de rentebetalingen op (hypotheek)leningen voor de eigen woning. Voorwaarde is dat er sprake is van een eigenwoningschuld. De rente daarvan is de eerste 30 jaar (thans in de wet vermeld als 360 maanden) beperkt aftrekbaar in box 1 als "aftrekbare kosten eigen woning" (IB art. 3.120). Men kan de schuld dan niet aftrekken van het vermogen in box 3. Wie daar wel voor kiest moet er dus voor zorgen dat hij niet aan de voorwaarden van een eigenwoningschuld voldoet. Dit kan eenvoudig met een daarvoor niet toegestaan aflossingsschema.

## Aftrek wegens geen of geringe eigenwoningschuld
Met de Wet van 18 december 2003 tot wijziging van de Wet inkomstenbelasting 2001, ter zake van het bevorderen van de financiering van de eigen woning met eigen middelen (materiële implementatie initiatiefwetsvoorstel Hillen) ook Wet Hillen genoemd, die op 1 januari 2005 is ingegaan, geldt na de zesde stap in de ondergenoemde afbouw, in 2025 het volgende.
Als er geen eigenwoningschuld is, of de rente daarop lager is dan het eigenwoningforfait, dan is er in plaats van de renteaftrek, of in aanvulling daarop, de "aftrek wegens geen of geringe eigenwoningschuld"  (IB art. 3.123a; ook Hillen-aftrek genoemd),  gelijk aan 76 2/3 % van het verschil.
Deze bepaling vormt in de IB de aparte afdeling 3.6a en valt dus niet onder afdeling 3.6 (belastbare inkomsten uit eigen woning). De bedoeling hiervan is om aan te geven dat de aftrek als een separaat onderdeel van de belastbare inkomsten uit werk en woning moet worden opgevat, niet als negatief inkomensbestanddeel van het inkomen uit eigen woning en ook niet als een rechtstreekse correctie op het eigenwoningforfait. De bedoeling hiervan is om de systematiek niet te verstoren. De aftrek is een aparte regeling (een belastinguitgave) die beoogt de aanwending van eigen middelen ter financiering van de eigen woning te stimuleren: direct, of door (extra) aflossing. Een ander doel is lastenverlichting voor wie de eigen woning reeds met eigen middelen heeft gefinancierd. Toch geldt de aftrek ook voor wie andere schulden heeft dan een eigenwoningschuld, bijvoorbeeld iemand die geld leent en daarmee zijn resterende eigenwoningschuld aflost, of als zijn schuld niet langer kwalificeert als eigenwoningschuld. Als de rente op de resterende eigenwoningschuld gelijk was aan het eigenwoningforfait dan heeft aflossing van deze schuld geen invloed op de belasting in box 1, maar vermindert deze wel de eventuele belasting in box 3 (los van een eventueel rente-/rendementsverschil is het iets voordeliger de schuld met het vermogen af te lossen, wegens de drempel die bij schuld geldt).

## Afbakening begrip eigen woning
Door de voorwaarde "hoofdverblijf" voldoet een tweede woning of een woning die aangehouden wordt voor verhuur aan derden niet aan de definitie. Het is immers de bedoeling van de fiscale wetgever geweest dat een belastingplichtige in principe nooit meer dan één eigen woning heeft. Op deze regel bestaan enkele wettelijke uitzonderingen, ook al zijn deze steeds maar voor een bepaalde tijd van toepassing:
- de eigen woning in de verkoop (art. 3.111 lid 2 Wet IB)
- de eigen woning in aanbouw (art. 3.111 lid 3 Wet IB)
- de eigen woning bij echtscheiding (art. 3.111 lid 4 Wet IB)
- de eigen woning bij opname in een verzorgingstehuis (art. 3.111 lid 5 Wet IB)
- de eigen woning bij tijdelijk verblijf elders (art. 3.111 lid 6 Wet IB)

In deze gevallen kan een belastingplichtige tijdelijk meerdere eigen woningen voor de Inkomstenbelasting bezitten. Doet zich geen van deze uitzonderingen voor, dan zal bij particulieren de tweede woning als overig vermogen in Box 3 (inkomen uit sparen en beleggen) worden belast. Deze woning en de eventuele (hypotheek)schuld vallen dan beide in box 3.

## Aftrektarief kosten eigen woning
In het kader van de tariefsaanpassing aftrek kosten eigen woning is in 2017 naast de belasting over het belastbaar inkomen tevens in de vierde schijf een extra belasting van 2% verschuldigd over de in aftrek gebrachte kosten eigen woning, maar niet over de Hillen-aftrek .
Als de Hillen-aftrek wordt gezien als compensatie voor de "onvoordelige situatie" van geringe renteaftrek dan kan men dus in de vierde schijf spreken van overcompensatie: niet alleen wordt de aftrek aangevuld, maar bovendien is de 2% extra belasting niet verschuldigd over de aanvulling.
Aftrek wegens kosten eigen woning kan dus door verlies van de overcompensatie de belasting verhogen. Het zou dan voordelig zijn deze aftrek achterwege te laten. De regering stelt echter dat bij aftrekbaarheid het opnemen van de aftrekpost in de aangifte verplicht is. In andere gevallen van aftrekbaarheid zou het niet opnemen van de aftrekpost in de aangifte niet tot een sanctie kunnen leiden omdat de Belastingdienst bij het aftrekken geen heffingsbelang heeft, maar in dit geval wel.

## Hillen-aftrek
De Wet van 20 december 2017 tot wijziging van de Wet inkomstenbelasting 2001 tot het geleidelijk uitfaseren van de aftrek wegens geen of geringe eigenwoningschuld (op aandringen van de Tweede Kamer is de wetswijziging een aparte wet) bepaalt dat als er geen eigenwoningschuld is, of de rente daarop lager is dan het eigenwoningforfait, er in plaats van de renteaftrek, of in aanvulling daarop, de Hillen-aftrek is, gelijk aan een percentage van het verschil. Dit percentage, dat in 2018, vóór inwerkingtreding van de wet, de facto 100% was, wordt jaarlijks met 3 1/3 %-punt verlaagd (dus 2024: 80 %; 2025: 76 2/3 %), zodat het per 1 januari 2048 nul wordt. Redenen waren dat deze aftrek door de inmiddels ingevoerde verplichting tot aflossing van de eigenwoningschuld volgens de regering als aflossingsstimulans niet meer nodig was, en bovendien te duur zou worden. 
Als bijvoorbeeld het eigenwoningforfait steeds € 1000 is en de renteaftrek elk jaar € 400, dan daalt de jaarlijkse Hillen-aftrek in de 27 jaar vanaf 2022 gelijkmatig verder van € 540 naar € 0, en stijgt het jaarlijks per saldo belaste bedrag in die 29 jaar dus gelijkmatig verder van € 60 naar € 600.
Tegenstanders van de wet, dus voorstanders van de Hillen-aftrek, spreken over het invoeren van een aflosboete, die haaks zou staan op het advies van Klaas Knot van 9 oktober 2017 om de hypotheekschulden in Nederland te verlagen. Daartegenover wordt de Hillen-aftrek ook een aflossubsidie genoemd, vooral door mensen die afschaffing niet zo vreemd vinden. 
De maatregel verhoogt de IB/PVV via het schijventarief van box 1 en door de extra afbouw van de algemene heffingskorting. Door de verhoging van het verzamelinkomen verlaagt hij ook de ouderenkorting en de inkomensafhankelijke toeslagen, en verhoogt hij de eigen bijdragen in de zorg. Er is echter geen effect op de IAB.